# ラチン回廊

アルメニア（濃いベージュ）とナゴルノ・カラバフ（赤）を結ぶ唯一の通路であるラチン回廊

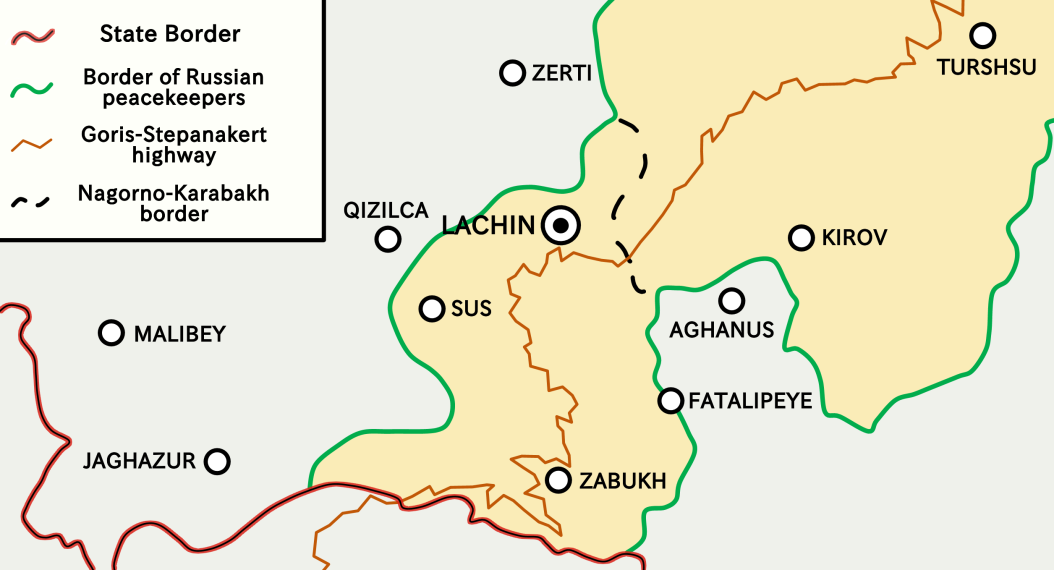
2020年ナゴルノ・カラバフ紛争の停戦協定に基づくラチン回廊の地図

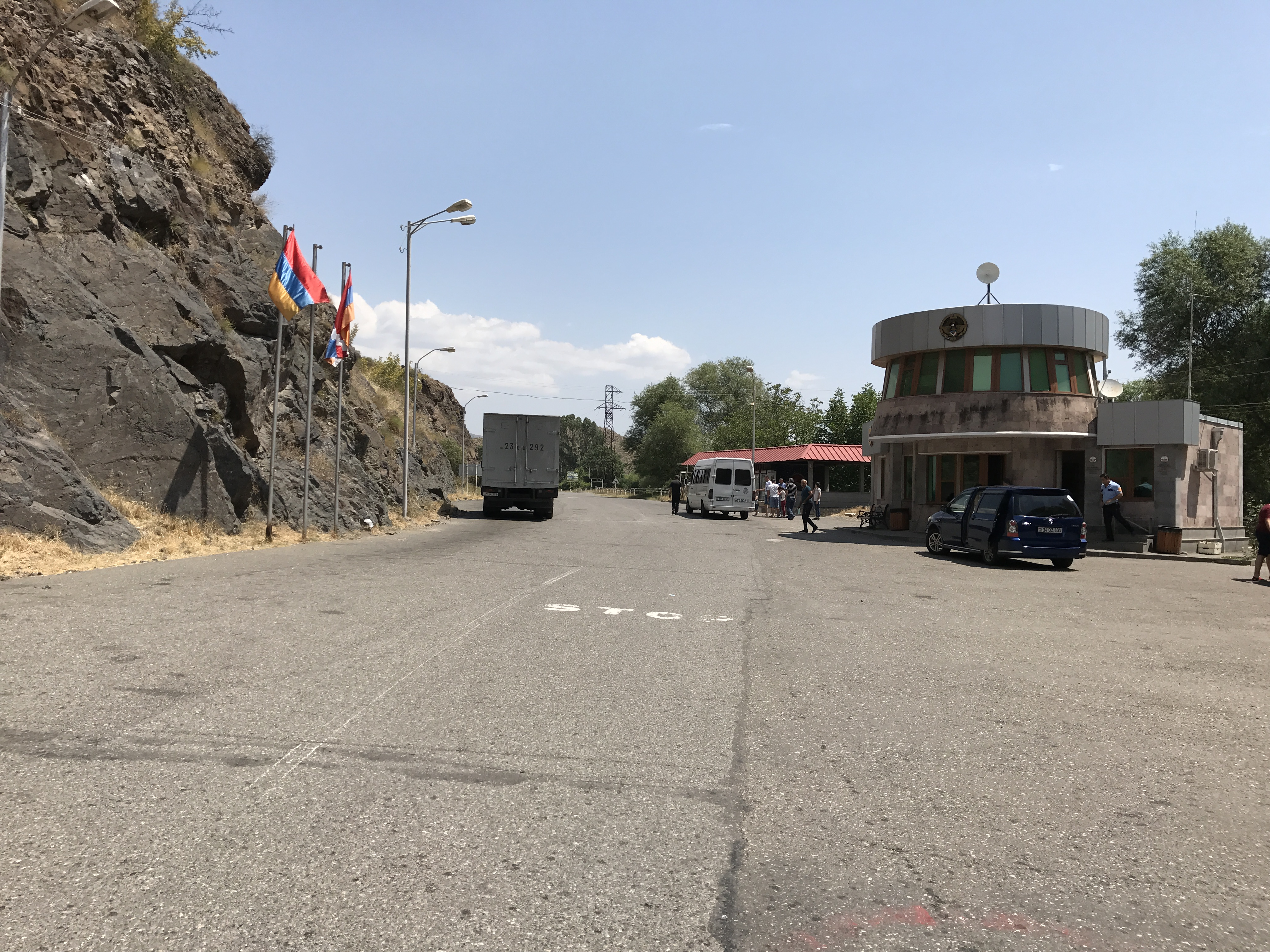
ラチン回廊の検問所（2017年）

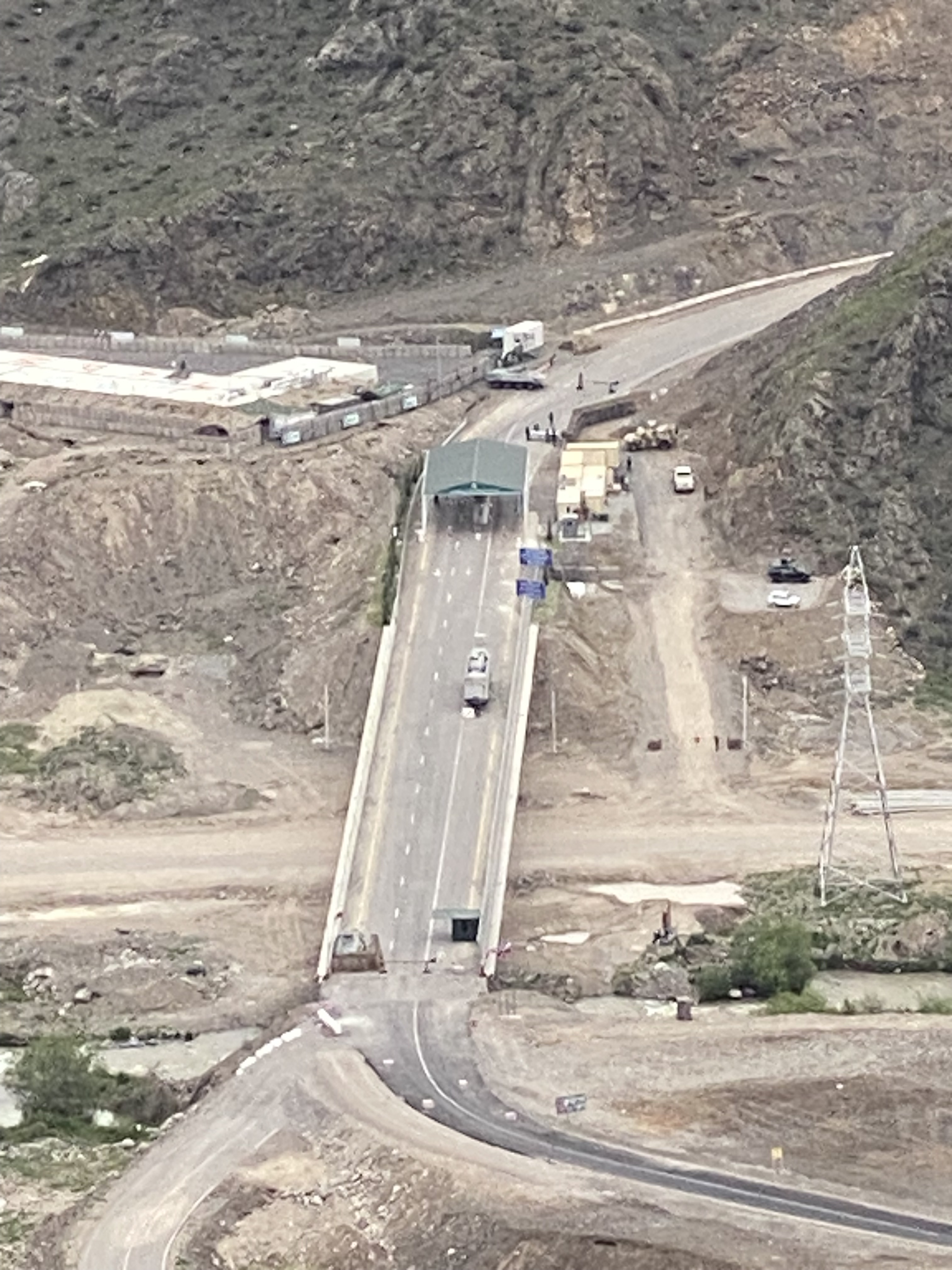
2023年4月にアゼルバイジャンが設置した検問所(アルメニア領コルニゾールから撮影)

ラチン回廊（ラチンかいろう、アルメニア語: Լաչինի միջանցք、アゼルバイジャン語: Laçın dəhlizi、ロシア語: Лачинский коридор）は、アルメニアとナゴルノ・カラバフを結ぶ回廊地帯。現在はアゼルバイジャンが奪還している。
2005年9月18日の国際連合に対する声明の中で、アゼルバイジャンのエルマル・メメディヤロフ外務大臣は「アゼルバイジャンのナゴルノ・カラバフ地域に居住するアルメニア人とアルメニアの交信の問題と、ナヒチェヴァン自治共和国に居住するアゼルバイジャン人とアゼルバイジャンの他の地域との交信の問題である。我々は、まずはこの地域の双方向の安全を多国籍軍によって確保することで、このいわゆる『ラチン回廊』いわば『平和の道』と呼ぶ地域を利用するよう提案する」と表明している。
2020年ナゴルノ・カラバフ紛争の結果、ラチン回廊のあるカシャタグ地区（アゼルバイジャンの行政区画ではラチン県に属する）はアゼルバイジャンに返還されることとなったが、ラチン回廊の通行権はロシア陸軍第15独立親衛自動車化狙撃旅団とロシア連邦保安庁（FSB）国境警備隊の管理下に置かれることになった。
2022年12月12日朝より、環境活動家を名乗るアゼルバイジャン人の集団が、鉱山の違法採掘により環境が汚染されているとしてラチン回廊を占拠し始めた。このことにより食料、ガスなどをアルメニアからの輸入に頼るアルツァフ国内では深刻な物資不足が発生した。
2023年4月23日、アゼルバイジャン政府はラチン回廊に検問所を開設。その後、2023年ナゴルノ・カラバフ衝突が発生した。
2025年8月8日、アルメニアとアゼルバイジャンの和平協定が締結された。協定にはアメリカが参加して新たに「国際平和と繁栄のためのトランプ・ルート」と呼ぶ東西の回廊を整備する計画が盛り込まれた。この段階では新たな回廊とラチン回廊の重複関係は未定である。